# Kikaider REBOOT
Kikaider REBOOT (キカイダー Reboot Kikaidā REBOOT) là một bộ phim siêu anh hùng Nhật Bản của Toei Company, dự kiến công chiếu vào ngày 24 tháng 5 năm 2014. Bộ phim này là sự khởi động lại của loạt phim truyền hình Kikaider từ năm 1972.
Kikaider REBOOT do Shimoyama Ten đạo diễn, với sự tham gia của Irie Jingi trong vai nhân vật chính Jiro/Kikaider. Bộ phim cũng có sự xuất hiện trở lại của diễn viên từng thể hiện Kikaider cũ, Ban Daisuke.

## Tóm lược
Trong một tương lai gần tại Nhật Bản, tiến sĩ Komyoji Nobuhiko là người chịu trách nhiệm dự án nghiên cứu robot của chính phủ mang tên "ARK Project". Tuy nhiên, sau cái chết của ông, dự án đã rơi vào tay đối thủ của ông là Kanzaki và bộ trưởng bộ Quốc phòng Tsubakiya. Jiro/Kikaider, một người máy có ý thức được tạo ra bởi Komyoji, phải chiến đấu chống lại dự án vốn đã đi chệch hướng, cũng như bảo vệ hai người con của tiến sĩ là Mitsuko và Masaru, những người đang nắm giữ chìa khóa hoàn thành dự án này.

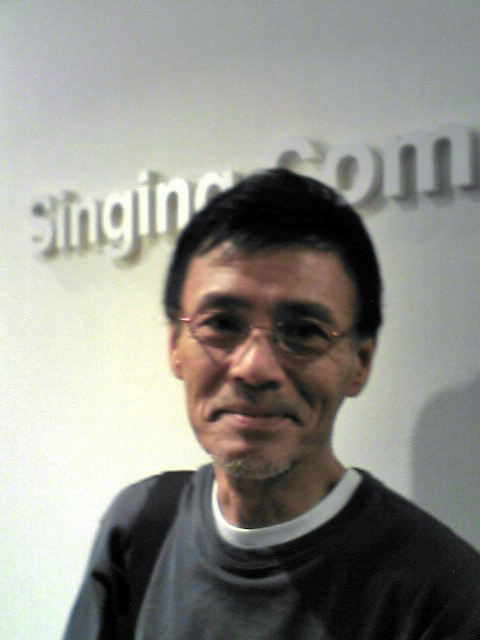
Daisuke Ban, Jiro bản gốc, quay trở lại với một vai diễn mới

## Phân vai
- Irie Jingi trong vai Jiro (ジロー Jirō?)/Kikaider (キカイダー  Kikaidā?):

Kikaider là một người máy (android) có mạch điện có ý thức do tiến sĩ Komyoji Nobuhiko tạo ra, có thể hóa thành hình dạng con người mang tên Jiro.
- Aimi Satsukawa trong vai Komyoji Mitsuko (光明寺 ミツ子 Kōmyōji Mitsuko?):

Komyoji Mitsuko là con gái của tiến sĩ Komyoji và cũng là người yêu của Jiro.
- Ban Daisuke trong vai Maeno Kyujiro (前野 究治郎 Maeno Kyujirō?):

Maeno Kyujiro là một nhà tâm lý học bí ẩn. Được thể hiện bởi diễn viên từng thể hiện vai Jiro gốc, tên nhân vật (Kyujiro) này có thể được đọc thành "Cựu Jiro".
Một số diễn viên khác như Nagashima Kazushige, Harada Ryuji, và Honda Hirotaro cũng tham gia vào bộ phim.

## Sản xuất

### Kịch bản
Kịch bản của bộ phim đã phải mất hai năm để được hoàn tất.

### Quay phim
Tháng 1, 2014, bộ phim thông báo tuyển 30 diễn viên quần chúng. Họ sẽ thực hiện quá trình quay phim sáu lần với các diễn viên quần chúng, bắt đầu từ 27 tháng 1 đến ngày 2 tháng 2. Địa điểm quay phim nằm ở tỉnh Saitama.

Hình ảnh đầu tiên về thiết kế mới của nhân vật chính Kikaider

## Quảng bá
Teaser quảng bá cho bộ phim được chiếu chiếu sau phần credit của Kamen Rider × Super Sentai × Uchu Keiji: Super Hero Taisen Z. Đoạn giới thiệu này đã được tạp chí Uchusen dự báo từ trước đó.
Đầu tháng 12 năm 2013, trang web của công ty sản xuất Kadokawa xác nhận rằng bộ phim sẽ được phát hành sang năm.
Hình ảnh đầu tiên về Kikaider mới, cũng như đối thủ của anh là Hakaider, đã được công bố vào ngày thứ Tư, 19 tháng 2 năm 2014, bên cạnh thông tin về dàn diễn phim và cốt truyện của phim.
Thứ tư, ngày 19 tháng 3, đoạn teaser dài 5 giây với cảnh Kikaider hành động đã được trình chiếu.

### Tiểu thuyết hóa
Một phiên bản tiểu thuyết hóa mang tên Người nhân tạo Kikaider The Novel (人造人間キカイダー The Novel Homunkurusu Kikaidā The Nōberu) dựa trên bộ phim này được viết bởi Keisuke Sawamura. Tiểu thuyết này được phát hành vào tháng 7 năm 2013.

### Xuất hiện trongKamen Rider Gaim
Bản mẫu:Thông tin truyền hình episode
Một tập phim Kamen Rider Gaim mang tên Kikaider Đỏ và Xanh (赤と青のキカイダー Aka to Ao no Kikaidā) có sự xuất hiện đặc biệt của Kikaider sẽ được phát sóng vào ngày 18 tháng 5, một tuần trước khi Kikaider REBOOT được công chiếu. Trong tập phim này, Kikaider đến thành phố Zawame và nhanh chóng kết bạn với Gaim. Anh giải thích rằng mình đến đây là để đánh bại người máy tà ác Hakaider, kẻ được tạo ra để hủy diệt Kikaider. Trong khi đó, Hakaider được nhìn thấy hợp tác với Goat Inves với mục đích không rõ. Tập phim này do Mōri Nobuhiro viết kịch bản và Tasaki Ryuta đạo diễn. Đây sẽ là lần đầu tiên Kikaider xuất hiện trở lại trên truyền hình trong vòng 40 năm, kể từ khi phát sóng tập cuối của Kikaider 01 vào ngày 30 tháng 3 năm 1974.